# クンペントゥム県
クンペントゥム県（クンペントゥムけん、フランス語：Département de Koumpentoum）は、セネガルのタンバクンダ州の県。
県都はクンペントゥム。
2013年の人口は約12.8万人。
座標: 北緯13度59分 西経14度34分 / 北緯13.983度 西経14.567度